# Kazuro Watanabe
| Asteroides descubiertos: 671 | Asteroides descubiertos: 671 | Asteroides descubiertos: 671 |
| ---------------------------- | ---------------------------- | ---------------------------- |
| (3867) Shiretoko             | 16 de abril de 1988          | con M. Yanai                 |
| (3915) Fukushima             | 15 de agosto de 1988         | con M. Yanai                 |
| (4042) Okhotsk               | 15 de enero de 1989          | con K. Endate                |
| (4126) Mashu                 | 19 de enero de 1988          | con K. Endate                |
| (4263) Abashiri              | 7 de septiembre de 1989      | con M. Yanai                 |
| (4459) Nusamaibashi          | 30 de enero de 1990          | con M. Matsuyama             |
| (4460) Bihoro                | 28 de febrero de 1990        | con K. Endate                |
| (4491) Otaru                 | 7 de septiembre de 1988      | con K. Endate                |
| (4497) Taguchi               | 4 de enero de 1989           | con K. Endate                |
| (4508) Takatsuki             | 27 de marzo de 1990          | con K. Endate                |
| (4547) Massachusetts         | 16 de mayo de 1990           | con K. Endate                |
| (4557) Mika                  | 14 de diciembre de 1987      | con M. Yanai                 |
| (4584) Akan                  | 16 de marzo de 1990          | con M. Matsuyama             |
| (4585) Ainonai               | 16 de mayo de 1990           | con K. Endate                |
| (4607) Seilandfarm           | 25 de noviembre de 1987      | con K. Endate                |
| (4613) Mamoru                | 22 de julio de 1990          |                              |
| (4641) Ayako                 | 30 de agosto de 1990         | con K. Endate                |
| (4644) Oumu                  | 16 de septiembre de 1990     | con A. Takahashi             |
| (4645) Tentaikojo            | 16 de septiembre de 1990     | con T. Fujii                 |
| (4676) Uedaseiji             | 16 de septiembre de 1990     | con T. Fujii                 |
| (4677) Hiroshi               | 26 de septiembre de 1990     | con A. Takahashi             |
| (4712) Iwaizumi              | 25 de agosto de 1989         | con K. Endate                |
| (4714) Toyohiro              | 29 de septiembre de 1989     | con T. Fujii                 |
| (4718) Araki                 | 13 de noviembre de 1990      | con T. Fujii                 |
| (4743) Kikuchi               | 16 de febrero de 1988        | con T. Fujii                 |
| (4746) Doi                   | 9 de octubre de 1989         | con A. Takahashi             |
| (4750) Mukai                 | 15 de diciembre de 1990      | con T. Fujii                 |
| (4771) Hayashi               | 7 de septiembre de 1989      | con M. Yanai                 |
| (4773) Hayakawa              | 17 de noviembre de 1989      | con K. Endate                |
| (4795) Kihara                | 7 de febrero de 1989         | con A. Takahashi             |
| (4839) Daisetsuzan           | 25 de agosto de 1989         | con K. Endate                |
| (4845) Tsubetsu              | 5 de marzo de 1991           | con K. Endate                |
| (4905) Hiromi                | 15 de mayo de 1991           | con A. Takahashi             |
| (4971) Hoshinohiroba         | 30 de enero de 1989          | con T. Fujii                 |
| (4973) Showa                 | 18 de marzo de 1990          | con K. Endate                |
| (4975) Dohmoto               | 16 de septiembre de 1990     | con T. Fujii                 |
| (4976) Choukyongchol         | 9 de agosto de 1991          |                              |
| (5059) Saroma                | 11 de enero de 1988          | con K. Endate                |
| (5064) Tanchozuru            | 16 de marzo de 1990          | con M. Matsuyama             |
| (5069) Tokeidai              | 16 de agosto de 1991         |                              |
| (5117) Mokotoyama            | 8 de abril de 1988           | con K. Endate                |
| (5121) Numazawa              | 15 de enero de 1989          | con M. Yanai                 |
| (5174) Okugi                 | 16 de abril de 1988          | con M. Yanai                 |
| (5180) Ohno                  | 6 de abril de 1989           | con T. Fujii                 |
| (5187) Domon                 | 15 de octubre de 1990        | con K. Endate                |
| (5192) Yabuki                | 4 de febrero de 1991         | con T. Fujii                 |
| (5213) Takahashi             | 18 de marzo de 1990          | con K. Endate                |
| (5214) Oozora                | 13 de noviembre de 1990      | con A. Takahashi             |
| (5215) Tsurui                | 9 de enero de 1991           | con M. Matsuyama             |
| (5291) Yuuko                 | 20 de diciembre de 1990      | con M. Matsuyama             |
| (5293) Bentengahama          | 23 de enero de 1991          | con M. Matsuyama             |
| (5294) Onnetoh               | 3 de febrero de 1991         | con K. Endate                |
| (5331) Erimomisaki           | 27 de enero de 1990          | con K. Endate                |
| (5356) 1991 FF1              | 21 de marzo de 1991          | con K. Endate                |
| (5357) 1992 EL               | 2 de marzo de 1992           | con T. Fujii                 |
| (5372) Bikki                 | 29 de noviembre de 1987      | con K. Endate                |
| (5374) Hokutosei             | 4 de enero de 1989           | con M. Yanai                 |
| (5404) Uemura                | 15 de marzo de 1991          | con K. Endate                |
| (5474) Gingasen              | 3 de diciembre de 1988       | con T. Fujii                 |
| (5481) Kiuchi                | 15 de febrero de 1990        | con K. Endate                |
| (5557) Chimikeppuko          | 7 de febrero de 1989         | con K. Endate                |
| (5580) Sharidake             | 10 de septiembre de 1988     | con K. Endate                |
| (5603) Rausudake             | 5 de febrero de 1992         | con K. Endate                |
| (5631) Sekihokutouge         | 20 de marzo de 1993          | con K. Endate                |
| (5648) 1990 VU1              | 11 de noviembre de 1990      | con K. Endate                |
| (5679) Akkado                | 2 de noviembre de 1989       | con K. Endate                |
| (5686) Chiyonoura            | 20 de diciembre de 1990      | con M. Matsuyama             |
| (5692) Shirao                | 23 de marzo de 1992          | con K. Endate                |
| (5734) Noguchi               | 15 de enero de 1989          | con K. Endate                |
| (5750) Kandatai              | 11 de abril de 1991          | con A. Takahashi             |
| (5753) Yoshidatadahiko       | 4 de marzo de 1992           | con K. Endate                |
| (5847) Wakiya                | 18 de diciembre de 1989      | con K. Endate                |
| (5848) Harutoriko            | 30 de enero de 1990          | con M. Matsuyama             |
| (5850) Masaharu              | 8 de diciembre de 1990       | con K. Endate                |
| (5868) Ohta                  | 13 de octubre de 1988        | con K. Endate                |
| (5875) Kuga                  | 5 de diciembre de 1989       | con K. Endate                |
| (5970) Ohdohrikouen          | 13 de mayo de 1991           |                              |
| (5975) Otakemayumi           | 21 de septiembre de 1992     | con K. Endate                |
| (5978) Kaminokuni            | 16 de noviembre de 1992      | con K. Endate                |
| (6020) Miyamoto              | 30 de septiembre de 1991     | con K. Endate                |
| (6022) Jyuro                 | 26 de octubre de 1992        | con K. Endate                |
| (6023) Tsuyashima            | 26 de octubre de 1992        | con K. Endate                |
| (6049) Toda                  | 2 de noviembre de 1991       | con A. Takahashi             |
| (6052) Junichi               | 9 de febrero de 1992         | con K. Endate                |
| (6091) Mitsuru               | 28 de febrero de 1990        | con K. Endate                |
| (6093) Makoto                | 30 de agosto de 1990         | con K. Endate                |
| (6097) Koishikawa            | 29 de octubre de 1991        | con K. Endate                |
| (6098) 1991 UW3              | 31 de octubre de 1991        | con M. Matsuyama             |
| (6104) Takao                 | 16 de abril de 1993          | con K. Endate                |
| (6140) Kubokawa              | 6 de enero de 1992           | con K. Endate                |
| (6144) 1994 EQ3              | 14 de marzo de 1994          | con K. Endate                |
| (6193) Manabe                | 18 de agosto de 1990         | con K. Endate                |
| (6195) Nukariya              | 13 de noviembre de 1990      | con K. Endate                |
| (6200) Hachinohe             | 16 de abril de 1993          | con K. Endate                |
| (6201) Ichiroshimizu         | 16 de abril de 1993          | con K. Endate                |
| (6208) Wakata                | 3 de diciembre de 1988       | con K. Endate                |
| (6210) Hyunseop              | 14 de enero de 1991          | con M. Matsuyama             |
| (6246) Komurotoru            | 13 de noviembre de 1990      | con T. Fujii                 |
| (6247) Amanogawa             | 21 de noviembre de 1990      | con K. Endate                |
| (6274) Taizaburo             | 23 de marzo de 1992          | con K. Endate                |
| (6323) Karoji                | 14 de febrero de 1991        | con K. Endate                |
| (6330) Koen                  | 23 de marzo de 1992          | con K. Endate                |
| (6337) Shiota                | 26 de octubre de 1992        | con K. Endate                |
| (6338) Isaosato              | 26 de octubre de 1992        | con K. Endate                |
| (6340) Katmandú              | 15 de octubre de 1993        | con K. Endate                |
| (6345) Hideo                 | 5 de enero de 1994           | con K. Endate                |
| (6381) 1988 DO1              | 21 de febrero de 1988        | con T. Fujii                 |
| (6389) Ogawa                 | 21 de enero de 1990          | con K. Endate                |
| (6390) Hirabayashi           | 26 de enero de 1990          | con K. Endate                |
| (6408) Saijo                 | 28 de octubre de 1992        | con K. Endate                |
| (6412) Kaifu                 | 15 de octubre de 1993        | con K. Endate                |
| (6413) Iye                   | 15 de octubre de 1993        | con K. Endate                |
| (6424) Ando                  | 14 de marzo de 1994          | con K. Endate                |
| (6459) Hidesan               | 28 de octubre de 1992        | con K. Endate                |
| (6463) Isoda                 | 13 de enero de 1994          | con K. Endate                |
| (6496) Kazuko                | 19 de octubre de 1992        | con K. Endate                |
| (6498) Ko                    | 26 de octubre de 1992        | con K. Endate                |
| (6500) Kodaira               | 15 de marzo de 1993          | con K. Endate                |
| (6526) Matogawa              | 1 de octubre de 1992         | con K. Endate                |
| (6558) Norizuki              | 14 de abril de 1991          | con K. Endate                |
| (6562) Takoyaki              | 9 de noviembre de 1991       | con M. Yanai                 |
| (6565) Reiji                 | 23 de marzo de 1992          | con K. Endate                |
| (6567) Shigemasa             | 16 de noviembre de 1992      | con K. Endate                |
| (6570) Tomohiro              | 6 de mayo de 1994            | con K. Endate                |
| (6599) Tsuko                 | 8 de agosto de 1988          | con K. Endate                |
| (6607) Matsushima            | 29 de octubre de 1991        | con K. Endate                |
| (6637) Inoue                 | 3 de diciembre de 1988       | con K. Endate                |
| (6644) Jugaku                | 5 de enero de 1991           | con A. Takahashi             |
| (6650) Morimoto              | 7 de septiembre de 1991      | con K. Endate                |
| (6656) Yokota                | 23 de marzo de 1992          | con K. Endate                |
| (6658) Akiraabe              | 18 de noviembre de 1992      | con K. Endate                |
| (6669) Obi                   | 5 de mayo de 1994            | con K. Endate                |
| (6707) Shigeru               | 13 de noviembre de 1988      | con M. Yanai                 |
| (6722) Bunichi               | 23 de enero de 1991          | con K. Endate                |
| (6737) Okabayashi            | 15 de marzo de 1993          | con K. Endate                |
| (6738) Tanabe                | 20 de marzo de 1993          | con K. Endate                |
| (6741) Liyuan                | 31 de marzo de 1994          | con K. Endate                |
| (6742) Biandepei             | 8 de abril de 1994           | con K. Endate                |
| (6743) Liu                   | 8 de abril de 1994           | con K. Endate                |
| (6744) Komoda                | 6 de mayo de 1994            | con K. Endate                |
| (6745) Nishiyama             | 7 de mayo de 1994            | con K. Endate                |
| (6778) Tosamakoto            | 4 de octubre de 1989         | con A. Takahashi             |
| (6832) Kawabata              | 23 de marzo de 1992          | con K. Endate                |
| (6867) Kuwano                | 28 de marzo de 1992          | con K. Endate                |
| (6869) Funada                | 2 de mayo de 1992            | con K. Endate                |
| (6873) Tasaka                | 21 de abril de 1993          | con K. Endate                |
| (6878) Isamu                 | 2 de octubre de 1994         | con K. Endate                |
| (6905) Miyazaki              | 15 de octubre de 1990        | con K. Endate                |
| (6908) Kunimoto              | 24 de noviembre de 1990      | con K. Endate                |
| (6913) Yukawa                | 31 de octubre de 1991        | con K. Endate                |
| (6919) Tomonaga              | 16 de abril de 1993          | con K. Endate                |
| (6920) Esaki                 | 14 de mayo de 1993           | con K. Endate                |
| (6924) Fukui                 | 8 de octubre de 1993         | con K. Endate                |
| (6927) Tonegawa              | 2 de octubre de 1994         | con K. Endate                |
| (6931) Kenzaburo             | 4 de noviembre de 1994       | con K. Endate                |
| (6964) Kunihiko              | 15 de octubre de 1990        | con K. Endate                |
| (6978) Hironaka              | 12 de septiembre de 1993     | con K. Endate                |
| (6979) Shigefumi             | 12 de septiembre de 1993     | con K. Endate                |
| (6980) Kyusakamoto           | 16 de septiembre de 1993     | con K. Endate                |
| (7035) Gomi                  | 28 de enero de 1995          | con K. Endate                |
| (7122) Iwasaki               | 12 de marzo de 1989          | con K. Endate                |
| (7128) Misawa                | 30 de septiembre de 1991     | con K. Endate                |
| (7133) Kasahara              | 15 de octubre de 1993        | con K. Endate                |
| (7176) Kuniji                | 23 de septiembre de 1992     | con K. Endate                |
| (7186) Tomioka               | 26 de diciembre de 1991      | con K. Endate                |
| (7188) Yoshii                | 23 de septiembre de 1992     | con K. Endate                |
| (7189) Kuniko                | 28 de septiembre de 1992     | con K. Endate                |
| (7192) Cieletespace          | 12 de septiembre de 1993     | con K. Endate                |
| (7193) Yamaoka               | 19 de septiembre de 1993     | con K. Endate                |
| (7241) Kuroda                | 11 de noviembre de 1990      | con K. Endate                |
| (7242) Okyudo                | 11 de noviembre de 1990      | con K. Endate                |
| (7250) Kinoshita             | 23 de septiembre de 1992     | con K. Endate                |
| (7251) Kuwabara              | 30 de septiembre de 1992     | con K. Endate                |
| (7254) Kuratani              | 15 de octubre de 1993        | con K. Endate                |
| (7293) Kazuyuki              | 23 de marzo de 1992          | con K. Endate                |
| (7305) Ossakajusto           | 8 de febrero de 1994         | con K. Endate                |
| (7342) Uchinoura             | 23 de marzo de 1992          | con K. Endate                |
| (7365) Sejong                | 18 de agosto de 1996         |                              |
| (7418) Akasegawa             | 11 de marzo de 1991          | con T. Fujii                 |
| (7430) Kogure                | 23 de enero de 1993          | con K. Endate                |
| (7435) Sagamihara            | 8 de febrero de 1994         | con K. Endate                |
| (7436) Kuroiwa               | 8 de febrero de 1994         | con K. Endate                |
| (7442) Inouehideo            | 20 de septiembre de 1995     | con K. Endate                |
| (7475) Kaizuka               | 28 de octubre de 1992        | con K. Endate                |
| (7483) Sekitakakazu          | 1 de noviembre de 1994       | con K. Endate                |
| (7530) Mizusawa              | 15 de abril de 1994          | con K. Endate                |
| (7572) Znokai                | 23 de septiembre de 1989     | con K. Endate                |
| (7590) Aterui                | 26 de octubre de 1992        | con K. Endate                |
| (7596) Yumi                  | 10 de abril de 1993          | con K. Endate                |
| (7664) 1994 TE3              | 2 de octubre de 1994         | con K. Endate                |
| (7674) Kasuga                | 15 de noviembre de 1995      | con K. Endate                |
| (7766) Jododaira             | 23 de enero de 1991          | con K. Endate                |
| (7773) 1992 FS               | 23 de marzo de 1992          | con K. Endate                |
| (7774) 1992 UU2              | 19 de octubre de 1992        | con K. Endate                |
| (7826) Kinugasa              | 2 de noviembre de 1991       | con A. Takahashi             |
| (7828) 1992 SD13             | 28 de septiembre de 1992     | con M. Yanai                 |
| (7842) Ishitsuka             | 1 de diciembre de 1994       | con K. Endate                |
| (7890) Yasuofukui            | 2 de octubre de 1994         | con K. Endate                |
| (7954) Kitao                 | 19 de septiembre de 1993     | con K. Endate                |
| (7965) Katsuhiko             | 17 de enero de 1996          | con K. Endate                |
| (8011) Saijokeiichi          | 29 de noviembre de 1989      | con K. Endate                |
| (8036) Maehara               | 26 de octubre de 1992        | con K. Endate                |
| (8040) Utsumikazuhiko        | 16 de septiembre de 1993     | con K. Endate                |
| (8087) Kazutaka              | 29 de noviembre de 1989      | con K. Endate                |
| (8097) Yamanishi             | 12 de septiembre de 1993     | con K. Endate                |
| (8098) Miyamotoatsushi       | 19 de septiembre de 1993     | con K. Endate                |
| (8156) Tsukada               | 13 de octubre de 1988        | con K. Endate                |
| (8159) Fukuoka               | 24 de enero de 1990          | con K. Endate                |
| (8167) Ishii                 | 14 de febrero de 1991        | con K. Endate                |
| (8182) Akita                 | 1 de octubre de 1992         | con M. Yanai                 |
| (8194) Satake                | 16 de septiembre de 1993     | con K. Endate                |
| (8202) Gooley                | 11 de febrero de 1994        | con K. Endate                |
| (8204) Takabatake            | 8 de abril de 1994           | con K. Endate                |
| (8231) Tetsujiyamada         | 6 de octubre de 1997         | con K. Endate                |
| (8274) Soejima               | 15 de octubre de 1990        | con K. Endate                |
| (8286) Kouji                 | 8 de marzo de 1992           | con K. Endate                |
| (8294) Takayuki              | 26 de octubre de 1992        | con K. Endate                |
| (8295) Toshifukushima        | 26 de octubre de 1992        | con K. Endate                |
| (8296) Miyama                | 13 de enero de 1993          | con K. Endate                |
| (8314) Tsuji                 | 25 de octubre de 1997        | con K. Endate                |
| (8377) Elmerreese            | 23 de septiembre de 1992     | con K. Endate                |
| (8393) Tetsumasakamoto       | 15 de octubre de 1993        | con K. Endate                |
| (8406) Iwaokusano            | 20 de abril de 1995          | con K. Endate                |
| (8417) Lancetaylor           | 7 de noviembre de 1996       | con K. Endate                |
| (8493) 1990 BY1              | 30 de enero de 1990          | con M. Matsuyama             |
| (8500) Hori                  | 10 de octubre de 1990        | con K. Endate                |
| (8503) Masakatsu             | 21 de noviembre de 1990      | con K. Endate                |
| (8526) Takeuchiyukou         | 23 de septiembre de 1992     | con K. Endate                |
| (8527) Katayama              | 28 de septiembre de 1992     | con K. Endate                |
| (8529) Sinzi                 | 19 de octubre de 1992        | con K. Endate                |
| (8531) Mineosaito            | 16 de noviembre de 1992      | con K. Endate                |
| (8546) Kenmotsu              | 13 de enero de 1994          | con K. Endate                |
| (8548) Sumizihara            | 14 de marzo de 1994          | con K. Endate                |
| (8553) Bradsmith             | 20 de abril de 1995          | con K. Endate                |
| (8560) Tsubaki               | 20 de septiembre de 1995     | con K. Endate                |
| (8575) Seishitakeuchi        | 7 de noviembre de 1996       | con K. Endate                |
| (8577) Choseikomori          | 7 de noviembre de 1996       | con K. Endate                |
| (8660) Sano                  | 15 de octubre de 1990        | con K. Endate                |
| (8693) Matsuki               | 16 de noviembre de 1992      | con K. Endate                |
| (8712) Suzuko                | 2 de octubre de 1994         | con K. Endate                |
| (8713) Azusa                 | 26 de enero de 1995          | con K. Endate                |
| (8728) Mimatsu               | 7 de noviembre de 1996       | con K. Endate                |
| (8824) 1988 BH               | 18 de enero de 1988          | con M. Matsuyama             |
| (8874) Showashinzan          | 26 de octubre de 1992        | con K. Endate                |
| (8882) Sakaetamura           | 10 de enero de 1994          | con K. Endate                |
| (8891) Irokawa               | 1 de septiembre de 1994      | con K. Endate                |
| (8895) Nha                   | 21 de agosto de 1995         |                              |
| (9067) Katsuno               | 16 de abril de 1993          | con K. Endate                |
| (9074) Yosukeyoshida         | 31 de marzo de 1994          | con K. Endate                |
| (9080) Takayanagi            | 2 de octubre de 1994         | con K. Endate                |
| (9088) Maki                  | 20 de septiembre de 1995     | con K. Endate                |
| (9090) Chirotenmondai        | 28 de octubre de 1995        | con K. Endate                |
| (9206) Yanaikeizo            | 1 de septiembre de 1994      | con K. Endate                |
| (9208) Takanotoshi           | 2 de octubre de 1994         | con K. Endate                |
| (9215) Taiyonoto             | 28 de octubre de 1995        | con K. Endate                |
| (9229) Matsuda               | 20 de febrero de 1996        | con K. Endate                |
| (9333) Hiraimasa             | 15 de octubre de 1990        | con K. Endate                |
| (9362) Miyajima              | 23 de marzo de 1992          | con K. Endate                |
| (9375) Omodaka               | 16 de abril de 1993          | con K. Endate                |
| (9382) Mihonoseki            | 11 de octubre de 1993        | con K. Endate                |
| (9573) Matsumotomas          | 16 de octubre de 1988        | con K. Endate                |
| (9599) Onotomoko             | 29 de octubre de 1991        | con K. Endate                |
| (9602) Oya                   | 31 de octubre de 1991        | con T. Fujii                 |
| (9632) Sudo                  | 15 de octubre de 1993        | con K. Endate                |
| (9642) Takatahiro            | 1 de septiembre de 1994      | con K. Endate                |
| (9842) Funakoshi             | 15 de enero de 1989          | con K. Endate                |
| (9845) Okamuraosamu          | 27 de marzo de 1990          | con K. Endate                |
| (9851) Sakamoto              | 24 de octubre de 1990        | con K. Endate                |
| (9869) Yadoumaru             | 9 de febrero de 1992         | con K. Endate                |
| (9871) Jeon                  | 28 de febrero de 1992        | con T. Fujii                 |
| (9967) Awanoyumi             | 31 de marzo de 1992          | con K. Endate                |
| (9971) Ishihara              | 16 de abril de 1993          | con K. Endate                |
| (9975) Takimotokoso          | 12 de septiembre de 1993     | con K. Endate                |
| (10092) Sasaki               | 15 de noviembre de 1990      | con K. Endate                |
| (10117) Tanikawa             | 1 de octubre de 1992         | con M. Yanai                 |
| (10138) Ohtanihiroshi        | 16 de septiembre de 1993     | con K. Endate                |
| (10146) Mukaitadashi         | 8 de febrero de 1994         | con K. Endate                |
| (10155) Numaguti             | 4 de noviembre de 1994       | con K. Endate                |
| (10182) Junkobiwaki          | 20 de marzo de 1996          | con K. Endate                |
| (10301) Kataoka              | 30 de marzo de 1989          | con K. Endate                |
| (10304) Iwaki                | 30 de septiembre de 1989     | con K. Endate                |
| (10319) Toshiharu            | 11 de octubre de 1990        | con A. Takahashi             |
| (10322) Mayuminarita         | 11 de noviembre de 1990      | con K. Endate                |
| (10326) Kuragano             | 21 de noviembre de 1990      | con K. Endate                |
| (10351) Seiichisato          | 23 de septiembre de 1992     | con K. Endate                |
| (10352) Kawamura             | 26 de octubre de 1992        | con K. Endate                |
| (10355) Kojiroharada         | 15 de marzo de 1993          | con K. Endate                |
| (10366) Shozosato            | 24 de noviembre de 1994      | con K. Endate                |
| (10546) Nakanomakoto         | 28 de marzo de 1992          | con K. Endate                |
| (10555) Tagaharue            | 16 de abril de 1993          | con K. Endate                |
| (10559) Yukihisa             | 16 de septiembre de 1993     | con K. Endate                |
| (10560) Michinari            | 8 de octubre de 1993         | con K. Endate                |
| (10561) Shimizumasahiro      | 15 de octubre de 1993        | con K. Endate                |
| (10569) Kinoshitamasao       | 8 de abril de 1994           | con K. Endate                |
| (10570) Shibayasuo           | 8 de abril de 1994           | con K. Endate                |
| (10608) Mameta               | 7 de noviembre de 1996       | con K. Endate                |
| (10616) Inouetakeshi         | 25 de octubre de 1997        | con K. Endate                |
| (10760) Ozeki                | 15 de octubre de 1990        | con K. Endate                |
| (10767) Toyomasu             | 22 de octubre de 1990        | con K. Endate                |
| (10802) Masamifuruya         | 28 de octubre de 1992        | con K. Endate                |
| (10805) Iwano                | 18 de noviembre de 1992      | con K. Endate                |
| (10821) Kimuratakeshi        | 16 de septiembre de 1993     | con K. Endate                |
| (10822) Yasunori             | 16 de septiembre de 1993     | con K. Endate                |
| (10823) Sakaguchi            | 16 de septiembre de 1993     | con K. Endate                |
| (10827) Doikazunori          | 11 de octubre de 1993        | con K. Endate                |
| (10882) Shinonaga            | 3 de noviembre de 1996       | con K. Endate                |
| (10884) Tsuboimasaki         | 7 de noviembre de 1996       | con K. Endate                |
| (10885) Horimasato           | 7 de noviembre de 1996       | con K. Endate                |
| (11072) Hiraoka              | 3 de abril de 1992           | con K. Endate                |
| (11074) Kuniwake             | 23 de septiembre de 1992     | con K. Endate                |
| (11079) Mitsunori            | 13 de enero de 1993          | con K. Endate                |
| (11086) Nagatayuji           | 11 de octubre de 1993        | con K. Endate                |
| (11087) Yamasakimakoto       | 15 de octubre de 1993        | con K. Endate                |
| (11099) Sonodamasaki         | 20 de abril de 1995          | con K. Endate                |
| (11280) Sakurai              | 9 de octubre de 1989         | con M. Yanai                 |
| (11282) Hanakusa             | 30 de octubre de 1989        | con K. Endate                |
| (11316) Fuchitatsuo          | 5 de octubre de 1994         | con K. Endate                |
| (11323) Nasu                 | 21 de agosto de 1995         | con K. Endate                |
| (11324) Hayamizu             | 30 de agosto de 1995         | con K. Endate                |
| (11492) Shimose              | 13 de noviembre de 1988      | con K. Endate                |
| (11494) Hibiki               | 2 de noviembre de 1988       | con M. Yanai                 |
| (11495) Fukunaga             | 3 de diciembre de 1988       | con K. Endate                |
| (11545) Hashimoto            | 26 de octubre de 1992        | con K. Endate                |
| (11546) 1992 UM6             | 28 de octubre de 1992        | con M. Yanai                 |
| (11579) Tsujitsuka           | 6 de mayo de 1994            | con K. Endate                |
| (11593) Uchikawa             | 20 de abril de 1995          | con K. Endate                |
| (11615) Naoya                | 13 de enero de 1996          | con K. Endate                |
| (11664) Kashiwagi            | 4 de abril de 1997           | con K. Endate                |
| (11860) Uedasatoshi          | 16 de octubre de 1988        | con K. Endate                |
| (11873) 1989 WS2             | 30 de noviembre de 1989      | con M. Matsuyama             |
| (11915) Nishiinoue           | 23 de septiembre de 1992     | con K. Endate                |
| (11921) Mitamasahiro         | 26 de octubre de 1992        | con K. Endate                |
| (11928) Akimotohiro          | 23 de enero de 1993          | con K. Endate                |
| (11929) Uchino               | 23 de enero de 1993          | con K. Endate                |
| (11933) Himuka               | 15 de marzo de 1993          | con K. Endate                |
| (11949) Kagayayutaka         | 19 de septiembre de 1993     | con K. Endate                |
| (11959) Okunokeno            | 13 de abril de 1994          | con K. Endate                |
| (11978) Makotomasako         | 20 de septiembre de 1995     | con K. Endate                |
| (11987) Yonematsu            | 15 de noviembre de 1995      | con K. Endate                |
| (12012) Kitahiroshima        | 7 de noviembre de 1996       | con K. Endate                |
| (12013) Sibatahosimi         | 7 de noviembre de 1996       | con K. Endate                |
| (12047) Hideomitani          | 3 de abril de 1997           | con K. Endate                |
| (12127) Mamiya               | 9 de septiembre de 1999      |                              |
| (12262) Nishio               | 21 de octubre de 1989        | con K. Endate                |
| 122781990 WQ                 | 21 de noviembre de 1990      | con K. Endate                |
| (12326) 1992 SF              | 21 de septiembre de 1992     | con K. Endate                |
| (12357) 1993 ST1             | 16 de septiembre de 1993     | con K. Endate                |
| (12362) 1993 TS1             | 15 de octubre de 1993        | con K. Endate                |
| (12383) 1994 TF1             | 2 de octubre de 1994         | con K. Endate                |
| (12387) 1994 UT11            | 28 de octubre de 1994        | con K. Endate                |
| (12388) 1994 VT6             | 1 de noviembre de 1994       | con K. Endate                |
| (12391) 1994 WE2             | 26 de noviembre de 1994      | con K. Endate                |
| (12411) 1995 SQ3             | 20 de septiembre de 1995     | con K. Endate                |
| (12412) 1995 ST4             | 20 de septiembre de 1995     | con K. Endate                |
| (12415) 1995 SW52            | 22 de septiembre de 1995     | con K. Endate                |
| (12435) 1996 BX              | 17 de enero de 1996          | con K. Endate                |
| (12440) 1996 CF3             | 11 de febrero de 1996        | con K. Endate                |
| (12734) Haruna               | 29 de octubre de 1991        | con A. Takahashi             |
| (12746) 1992 WC1             | 16 de noviembre de 1992      | con M. Yanai                 |
| (12751) 1993 EU              | 15 de marzo de 1993          | con K. Endate                |
| (12769) 1994 FF              | 18 de marzo de 1994          | con K. Endate                |
| (12771) 1994 GA1             | 5 de abril de 1994           | con K. Endate                |
| (12787) 1995 SR3             | 20 de septiembre de 1995     | con K. Endate                |
| (12810) 1996 BV              | 17 de enero de 1996          | con K. Endate                |
| (13039) 1990 FK1             | 27 de marzo de 1990          | con K. Endate                |
| (13094) 1992 UK8             | 19 de octubre de 1992        | con K. Endate                |
| (13140) 1994 VW2             | 4 de noviembre de 1994       | con K. Endate                |
| (13156) 1995 SP3             | 20 de septiembre de 1995     | con K. Endate                |
| (13163) 1995 UC45            | 28 de octubre de 1995        | con K. Endate                |
| (13198) 1997 DT              | 27 de febrero de 1997        | con K. Endate                |
| (13407) 1999 TF4             | 4 de octubre de 1999         |                              |
| (13540) Kazukitakahashi      | 29 de octubre de 1991        | con A. Takahashi             |
| (13561) 1992 SB1             | 23 de septiembre de 1992     | con M. Yanai                 |
| (13564) 1992 UH1             | 19 de octubre de 1992        | con M. Yanai                 |
| (13565) 1992 UZ5             | 28 de octubre de 1992        | con K. Endate                |
| (13567) 1992 WF1             | 16 de noviembre de 1992      | con K. Endate                |
| (13576) 1993 HW              | 16 de abril de 1993          | con K. Endate                |
| (13577) 1993 HR1             | 16 de abril de 1993          | con K. Endate                |
| (13582) 1993 TN2             | 15 de octubre de 1993        | con K. Endate                |
| (13605) 1994 RV              | 1 de septiembre de 1994      | con K. Endate                |
| (13608) 1994 TQ1             | 2 de octubre de 1994         | con K. Endate                |
| (13627) 1995 VP1             | 15 de noviembre de 1995      | con K. Endate                |
| (13640) 1996 GV1             | 12 de abril de 1996          | con K. Endate                |
| (13942) 1989 VS2             | 2 de noviembre de 1989       | con K. Endate                |
| (14004) 1993 SK2             | 19 de septiembre de 1993     | con K. Endate                |
| (14006) 1993 SA4             | 18 de septiembre de 1993     | con K. Endate                |
| (14010) 1993 UL              | 16 de octubre de 1993        | con K. Endate                |
| (14027) 1994 TJ1             | 2 de octubre de 1994         | con K. Endate                |
| (14028) 1994 TZ14            | 5 de octubre de 1994         | con K. Endate                |
| (14031) 1994 WF2             | 26 de noviembre de 1994      | con K. Endate                |
| (14047) 1995 WG5             | 18 de noviembre de 1995      | con K. Endate                |
| (14105) 1997 TS17            | 6 de octubre de 1997         | con K. Endate                |
| (14401) 1990 XV              | 15 de diciembre de 1990      | con K. Endate                |
| (14426) 1991 UO2             | 29 de octubre de 1991        | con K. Endate                |
| (14436) 1992 FC2             | 23 de marzo de 1992          | con K. Endate                |
| (14441) 1992 SJ              | 21 de septiembre de 1992     | con M. Yanai                 |
| (14443) 1992 TV              | 1 de octubre de 1992         | con M. Yanai                 |
| 144451992 UZ                 | 26 de octubre de 1992        | con K. Endate                |
| (14447) 1992 VL              | 2 de noviembre de 1992       | con K. Endate                |
| 144491992 WE                 | 16 de noviembre de 1992      | con K. Endate                |
| (14469) 1993 RK              | 12 de septiembre de 1993     | con K. Endate                |
| (14487) 1994 TU2             | 2 de octubre de 1994         | con K. Endate                |
| (14491) 1994 VY2             | 4 de noviembre de 1994       | con K. Endate                |
| (14492) 1994 VM6             | 4 de noviembre de 1994       | con K. Endate                |
| (14499) Satotoshio           | 15 de noviembre de 1995      | con K. Endate                |
| (14555) 1997 VQ              | 1 de noviembre de 1997       | con K. Endate                |
| (14850) 1989 QH              | 29 de agosto de 1989         | con K. Endate                |
| (14853) 1989 SX              | 30 de septiembre de 1989     | con K. Endate                |
| (14888) 1991 SN1             | 30 de septiembre de 1991     | con K. Endate                |
| (14901) 1992 SH              | 21 de septiembre de 1992     | con M. Yanai                 |
| (14911) 1993 RH2             | 15 de septiembre de 1993     | con K. Endate                |
| (14922) 1994 TA3             | 2 de octubre de 1994         | con K. Endate                |
| (14925) 1994 VU2             | 4 de noviembre de 1994       | con K. Endate                |
| (14926) 1994 VB3             | 4 de noviembre de 1994       | con K. Endate                |
| (14927) 1994 VW6             | 1 de noviembre de 1994       | con K. Endate                |
| (14981) 1997 TY17            | 6 de octubre de 1997         | con K. Endate                |
| (14998) 1997 VU6             | 1 de noviembre de 1997       | con K. Endate                |
| (15246) 1989 VS1             | 2 de noviembre de 1989       | con K. Endate                |
| (15248) 1989 WH3             | 29 de noviembre de 1989      | con K. Endate                |
| (15250) 1990 DZ              | 28 de febrero de 1990        | con K. Endate                |
| (15303) 1992 UJ2             | 19 de octubre de 1992        | con K. Endate                |
| (15316) 1993 HH1             | 20 de abril de 1993          | con K. Endate                |
| (15330) 1993 TO              | 8 de octubre de 1993         | con K. Endate                |
| (15351) 1994 VO6             | 4 de noviembre de 1994       | con K. Endate                |
| (15716) 1989 WY1             | 29 de noviembre de 1989      | con A. Takahashi             |
| (15718) 1990 BB2             | 30 de enero de 1990          | con M. Matsuyama             |
| (15729) Yumikoitahana        | 16 de octubre de 1990        | con A. Takahashi             |
| (15736) 1990 XN              | 8 de diciembre de 1990       | con K. Endate                |
| (15740) 1991 EG1             | 15 de marzo de 1991          | con K. Endate                |
| (15763) 1992 UO5             | 26 de octubre de 1992        | con K. Endate                |
| (15786) 1993 RS              | 15 de septiembre de 1993     | con K. Endate                |
| (15791) 1993 TM1             | 15 de octubre de 1993        | con K. Endate                |
| (15805) 1994 GB1             | 8 de abril de 1994           | con K. Endate                |
| (15806) 1994 GN1             | 15 de abril de 1994          | con K. Endate                |
| (15821) 1994 TM2             | 2 de octubre de 1994         | con K. Endate                |
| (15843) 1995 SO3             | 20 de septiembre de 1995     | con K. Endate                |
| (15856) 1996 EL              | 10 de marzo de 1996          | con K. Endate                |
| (15857) 1996 EK1             | 10 de marzo de 1996          | con K. Endate                |
| (15910) 1997 TU17            | 6 de octubre de 1997         | con K. Endate                |
| (15922) 1997 VR              | 1 de noviembre de 1997       | con K. Endate                |
| (16439) 1989 BZ              | 30 de enero de 1989          | con T. Fujii                 |
| (16449) 1989 SO              | 29 de septiembre de 1989     | con T. Fujii                 |
| (16463) Nayoro               | 2 de marzo de 1990           | con K. Endate                |
| (16466) Piyashiriyama        | 29 de marzo de 1990          | con K. Endate                |
| (16507) Fuuren               | 24 de octubre de 1990        | con K. Endate                |
| (16525) Shumarinaiko         | 14 de febrero de 1991        | con K. Endate                |
| (16528) Terakado             | 2 de abril de 1991           | con K. Endate                |
| (16552) Sawamura             | 16 de septiembre de 1991     | con K. Endate                |
| (16555) 1991 US3             | 31 de octubre de 1991        | con K. Endate                |
| (16587) 1992 SE              | 21 de septiembre de 1992     | con K. Endate                |
| (16594) 1992 UL4             | 26 de octubre de 1992        | con K. Endate                |
| (16624) 1993 HX              | 16 de abril de 1993          | con K. Endate                |
| (16625) 1993 HG1             | 20 de abril de 1993          | con K. Endate                |
| (16644) 1993 SH1             | 16 de septiembre de 1993     | con K. Endate                |
| (16649) 1993 TY1             | 15 de octubre de 1993        | con K. Endate                |
| (16650) 1993 TE3             | 11 de octubre de 1993        | con K. Endate                |
| (16671) 1994 AF3             | 13 de enero de 1994          | con K. Endate                |
| (16675) 1994 CY1             | 8 de febrero de 1994         | con K. Endate                |
| (16680) Minamitanemachi      | 14 de marzo de 1994          | con K. Endate                |
| (16713) Airashi              | 20 de septiembre de 1995     | con K. Endate                |
| (16718) 1995 UA9             | 30 de octubre de 1995        | con K. Endate                |
| (16719) 1995 UF45            | 28 de octubre de 1995        | con K. Endate                |
| (17462) 1990 UP1             | 22 de octubre de 1990        | con K. Endate                |
| (17470) 1991 BX              | 19 de enero de 1991          | con K. Endate                |
| (17501) 1992 FG              | 23 de marzo de 1992          | con K. Endate                |
| (17502) 1992 FD1             | 23 de marzo de 1992          | con K. Endate                |
| (17516) 1992 UZ6             | 28 de octubre de 1992        | con M. Yanai                 |
| (17520) 1993 BX2             | 23 de enero de 1993          | con K. Endate                |
| (17544) 1993 RF2             | 15 de septiembre de 1993     | con K. Endate                |
| (17546) 1993 SB2             | 19 de septiembre de 1993     | con K. Endate                |
| (17567) 1994 GP              | 5 de abril de 1994           | con K. Endate                |
| (17603) 1995 SG5             | 20 de septiembre de 1995     | con K. Endate                |
| (17615) 1995 UZ8             | 30 de octubre de 1995        | con K. Endate                |
| (17617) 1995 UD45            | 28 de octubre de 1995        | con K. Endate                |
| (18399) Tentoumushi          | 17 de noviembre de 1992      | con K. Endate                |
| (18403) 1993 AG              | 13 de enero de 1993          | con K. Endate                |
| (18404) 1993 FQ2             | 20 de marzo de 1993          | con K. Endate                |
| (18418) 1993 TV1             | 15 de octubre de 1993        | con K. Endate                |
| (18453) 1994 TT              | 2 de octubre de 1994         | con K. Endate                |
| (18467) 1995 SX52            | 22 de septiembre de 1995     | con K. Endate                |
| (18472) 1995 VA1             | 12 de noviembre de 1995      | con K. Endate                |
| (18473) 1995 VK1             | 15 de noviembre de 1995      | con K. Endate                |
| (18524) Tagatoshihiro        | 6 de noviembre de 1996       | con K. Endate                |
| (18903) Matsuura             | 10 de julio de 2000          |                              |
| (18996) 2000 RR53            | 4 de septiembre de 2000      |                              |
| (19135) 1988 XQ              | 3 de diciembre de 1988       | con K. Endate                |
| (19159) 1990 TT              | 10 de octubre de 1990        | con K. Endate                |
| (19160) 1990 TC1             | 15 de octubre de 1990        | con K. Endate                |
| (19165) 1991 CD              | 4 de febrero de 1991         | con K. Endate                |
| (19228) 1993 SN1             | 16 de septiembre de 1993     | con K. Endate                |
| (19230) 1993 TU              | 11 de octubre de 1993        | con K. Endate                |
| (19288) Egami                | 20 de marzo de 1996          | con K. Endate                |
| (19303) Chinacyo             | 5 de octubre de 1996         | con K. Endate                |
| (19304) 1996 TQ1             | 5 de octubre de 1996         | con K. Endate                |
| (19307) 1996 TG13            | 14 de octubre de 1996        | con K. Endate                |
| (19313) 1996 VF8             | 6 de noviembre de 1996       | con K. Endate                |
| (19314) 1996 VT8             | 7 de noviembre de 1996       | con K. Endate                |
| (19315) 1996 VY8             | 7 de noviembre de 1996       | con K. Endate                |
| (19983) 1990 DW              | 18 de febrero de 1990        | con M. Matsuyama             |
| (20019) 1991 VN              | 2 de noviembre de 1991       | con A. Takahashi             |
| (20038) 1992 UN5             | 26 de octubre de 1992        | con K. Endate                |
| (20080) 1994 EO1             | 7 de marzo de 1994           | con K. Endate                |
| (20096) 1994 TZ              | 2 de octubre de 1994         | con K. Endate                |
| (20098) 1994 WC2             | 24 de noviembre de 1994      | con K. Endate                |
| (20117) 1995 VN1             | 15 de noviembre de 1995      | con K. Endate                |
| (21015) 1988 UF              | 16 de octubre de 1988        | con T. Fujii                 |
| (21033) 1989 UM              | 21 de octubre de 1989        | con K. Endate                |
| (21035) 1990 AE              | 1 de enero de 1990           | con K. Endate                |
| 210361990 BA                 | 30 de enero de 1990          | con M. Matsuyama             |
| 211171992 SB                 | 30 de septiembre de 1992     | con K. Endate                |
| (21120) 1992 WP              | 16 de noviembre de 1992      | con K. Endate                |
| (21121) 1992 WV              | 16 de noviembre de 1992      | con K. Endate                |
| (21161) 1993 TR1             | 15 de octubre de 1993        | con K. Endate                |
| (21182) 1994 EC2             | 12 de marzo de 1994          | con K. Endate                |
| (21187) 1994 FY              | 31 de marzo de 1994          | con K. Endate                |
| (21188) 1994 GN              | 5 de abril de 1994           | con K. Endate                |
| (21237) 1995 WF5             | 18 de noviembre de 1995      | con K. Endate                |
| (21292) 1996 VQ8             | 7 de noviembre de 1996       | con K. Endate                |
| (21293) 1996 VS8             | 7 de noviembre de 1996       | con K. Endate                |
| (21294) 1996 VZ8             | 7 de noviembre de 1996       | con K. Endate                |
| (22346) 1992 SY12            | 28 de septiembre de 1992     | con M. Yanai                 |
| (22347) 1992 SE13            | 30 de septiembre de 1992     | con K. Endate                |
| (22351) 1992 UT2             | 19 de octubre de 1992        | con K. Endate                |
| (22352) 1992 UP3             | 26 de octubre de 1992        | con K. Endate                |
| (22355) 1992 WD1             | 16 de noviembre de 1992      | con K. Endate                |
| (22394) 1994 TO              | 2 de octubre de 1994         | con K. Endate                |
| (22395) 1994 TD3             | 2 de octubre de 1994         | con K. Endate                |
| (22397) 1994 VV2             | 4 de noviembre de 1994       | con K. Endate                |
| (22409) 1995 SU3             | 20 de septiembre de 1995     | con K. Endate                |
| (22416) 1995 UC47            | 28 de octubre de 1995        | con K. Endate                |
| (22453) 1996 VC9             | 7 de noviembre de 1996       | con K. Endate                |
| (22480) 1997 GU3             | 3 de abril de 1997           | con K. Endate                |
| (23448) 1988 BG              | 18 de enero de 1988          | con M. Matsuyama             |
| (23465) 1989 UA1             | 24 de octubre de 1989        | con M. Yanai                 |
| (23471) 1990 TH3             | 15 de octubre de 1990        | con K. Endate                |
| (23475) 1990 VM2             | 13 de noviembre de 1990      | con K. Endate                |
| (23495) 1991 UQ1             | 29 de octubre de 1991        | con A. Takahashi             |
| (23524) 1993 BF3             | 23 de enero de 1993          | con K. Endate                |
| (23543) 1993 UK              | 16 de octubre de 1993        | con K. Endate                |
| (23562) 1994 TR1             | 2 de octubre de 1994         | con K. Endate                |
| (23662) 1997 ES17            | 3 de marzo de 1997           | con K. Endate                |
| (23676) 1997 GR25            | 4 de abril de 1997           | con K. Endate                |
| (24673) 1989 SB1             | 28 de septiembre de 1989     | con K. Endate                |
| (24726) 1991 VY              | 2 de noviembre de 1991       | con A. Takahashi             |
| (24753) 1992 UU5             | 28 de octubre de 1992        | con K. Endate                |
| (24757) 1992 VN              | 1 de noviembre de 1992       | con M. Yanai                 |
| (24808) 1994 TN1             | 2 de octubre de 1994         | con K. Endate                |
| (24816) 1994 VU6             | 1 de noviembre de 1994       | con K. Endate                |
| (24825) 1995 QB2             | 21 de agosto de 1995         | con K. Endate                |
| (24830) 1995 ST3             | 20 de septiembre de 1995     | con K. Endate                |
| (24841) 1995 UY8             | 30 de octubre de 1995        | con K. Endate                |
| (24844) 1995 VM1             | 15 de noviembre de 1995      | con K. Endate                |
| (24911) 1997 DU              | 27 de febrero de 1997        | con K. Endate                |
| (24919) 1997 ER17            | 3 de marzo de 1997           | con K. Endate                |
| (24960) 1997 TV17            | 6 de octubre de 1997         | con K. Endate                |
| (26104) 1990 VV1             | 11 de noviembre de 1990      | con K. Endate                |
| (26171) 1996 BY2             | 17 de enero de 1996          | con K. Endate                |
| (26213) 1997 UV8             | 25 de octubre de 1997        | con K. Endate                |
| (26828) 1989 WZ1             | 29 de noviembre de 1989      | con K. Endate                |
| (26852) 1992 UK2             | 19 de octubre de 1992        | con K. Endate                |
| (26855) 1992 WN1             | 17 de noviembre de 1992      | con K. Endate                |
| (26886) 1994 TJ2             | 2 de octubre de 1994         | con K. Endate                |
| (27749) 1991 BJ2             | 23 de enero de 1991          | con K. Endate                |
| (27787) 1992 UO6             | 28 de octubre de 1992        | con K. Endate                |
| (27809) 1993 HS1             | 20 de abril de 1993          | con K. Endate                |
| (27815) 1993 SA1             | 16 de septiembre de 1993     | con K. Endate                |
| (27816) 1993 TH2             | 15 de octubre de 1993        | con K. Endate                |
| (27844) 1994 TG1             | 2 de octubre de 1994         | con K. Endate                |
| (27861) 1995 BL4             | 28 de enero de 1995          | con K. Endate                |
| (27882) 1996 EJ1             | 10 de marzo de 1996          | con K. Endate                |
| (27887) 1996 GU1             | 12 de abril de 1996          | con K. Endate                |
| (27920) 1996 VV8             | 7 de noviembre de 1996       | con K. Endate                |
| (29144) 1988 FB              | 16 de marzo de 1988          | con M. Matsuyama             |
| (29159) 1989 GB              | 2 de abril de 1989           | con T. Fujii                 |
| (29167) 1989 WC2             | 29 de noviembre de 1989      | con K. Endate                |
| (29251) 1992 UH4             | 26 de octubre de 1992        | con K. Endate                |
| (29299) 1993 TW1             | 15 de octubre de 1993        | con K. Endate                |
| (29374) 1996 GZ2             | 13 de abril de 1996          | con K. Endate                |
| (29408) 1996 VJ5             | 3 de noviembre de 1996       | con K. Endate                |
| (29474) 1997 UT8             | 25 de octubre de 1997        | con K. Endate                |
| (30805) 1989 UO2             | 21 de octubre de 1989        | con K. Endate                |
| (30886) 1992 WJ1             | 17 de noviembre de 1992      | con K. Endate                |
| (30924) 1993 RC2             | 15 de septiembre de 1993     | con K. Endate                |
| (30925) 1993 RD2             | 15 de septiembre de 1993     | con K. Endate                |
| (30943) 1994 ED2             | 12 de marzo de 1994          | con K. Endate                |
| (30944) 1994 GD1             | 8 de abril de 1994           | con K. Endate                |
| (32815) 1991 GK1             | 14 de abril de 1991          | con K. Endate                |
| (32854) 1992 SC13            | 30 de septiembre de 1992     | con K. Endate                |
| (32909) 1994 TS              | 2 de octubre de 1994         | con K. Endate                |
| (32919) 1995 CJ1             | 3 de febrero de 1995         | con K. Endate                |
| (33008) 1997 EU17            | 3 de marzo de 1997           | con K. Endate                |
| (33059) 1997 VS              | 1 de noviembre de 1997       | con K. Endate                |
| (35141) 1992 SH1             | 23 de septiembre de 1992     | con K. Endate                |
| (35143) 1992 UF1             | 19 de octubre de 1992        | con M. Yanai                 |
| (35169) 1993 SP2             | 19 de septiembre de 1993     | con K. Endate                |
| (35170) 1993 TM              | 8 de octubre de 1993         | con K. Endate                |
| (35171) 1993 TF1             | 15 de octubre de 1993        | con K. Endate                |
| (35172) 1993 TA3             | 11 de octubre de 1993        | con K. Endate                |
| (35231) 1995 GH7             | 4 de abril de 1995           | con K. Endate                |
| (35298) 1996 VH5             | 3 de noviembre de 1996       | con K. Endate                |
| (35299) 1996 VK8             | 7 de noviembre de 1996       | con K. Endate                |
| (35343) 1997 GV36            | 3 de abril de 1997           | con K. Endate                |
| (37565) 1988 VL3             | 3 de noviembre de 1988       | con T. Fujii                 |
| (37586) 1991 BP2             | 23 de enero de 1991          | con M. Matsuyama             |
| (37625) 1993 SR1             | 16 de septiembre de 1993     | con K. Endate                |
| (37626) 1993 SG2             | 19 de septiembre de 1993     | con K. Endate                |
| (37669) 1994 TH1             | 2 de octubre de 1994         | con K. Endate                |
| (37693) 1995 VQ1             | 15 de noviembre de 1995      | con K. Endate                |
| (37764) 1997 GT3             | 2 de abril de 1997           | con K. Endate                |
| (39703) 1996 TD13            | 14 de octubre de 1996        | con K. Endate                |
| (39723) 1996 VJ8             | 7 de noviembre de 1996       | con K. Endate                |
| (42527) 1994 TO2             | 2 de octubre de 1994         | con K. Endate                |
| (43851) 1993 TL1             | 15 de octubre de 1993        | con K. Endate                |
| (43870) 1994 TX              | 2 de octubre de 1994         | con K. Endate                |
| (43899) 1995 VH1             | 15 de noviembre de 1995      | con K. Endate                |
| (43926) 1996 EL1             | 10 de marzo de 1996          | con K. Endate                |
| (46588) 1992 WR              | 16 de noviembre de 1992      | con K. Endate                |
| (46589) 1992 WU              | 16 de noviembre de 1992      | con K. Endate                |
| (46590) 1992 WP1             | 17 de noviembre de 1992      | con K. Endate                |
| (46608) 1993 RA2             | 12 de septiembre de 1993     | con K. Endate                |
| (46609) 1993 SQ1             | 16 de septiembre de 1993     | con K. Endate                |
| (46610) Bésixdouze           | 15 de octubre de 1993        | con K. Endate                |
| (46631) 1994 TQ3             | 5 de octubre de 1994         | con K. Endate                |
| (46634) 1994 VR2             | 1 de noviembre de 1994       | con K. Endate                |
| (46649) 1995 SN4             | 20 de septiembre de 1995     | con K. Endate                |
| (48433) 1989 US1             | 29 de octubre de 1989        | con A. Takahashi             |
| (48448) 1990 WR2             | 21 de noviembre de 1990      | con K. Endate                |
| (48590) 1994 TY2             | 2 de octubre de 1994         | con K. Endate                |
| (48591) 1994 TB3             | 2 de octubre de 1994         | con K. Endate                |
| (48635) 1995 SU52            | 20 de septiembre de 1995     | con K. Endate                |
| (48680) 1996 BU              | 17 de enero de 1996          | con K. Endate                |
| (48686) 1996 EM1             | 10 de marzo de 1996          | con K. Endate                |
| (48739) 1997 EV17            | 3 de marzo de 1997           | con K. Endate                |
| (48748) 1997 GV3             | 3 de abril de 1997           | con K. Endate                |
| (48802) 1997 UU8             | 25 de octubre de 1997        | con K. Endate                |
| (52345) 1993 FG1             | 20 de marzo de 1993          | con K. Endate                |
| (52382) 1993 HE1             | 16 de abril de 1993          | con K. Endate                |
| (52402) 1993 TL              | 8 de octubre de 1993         | con K. Endate                |
| (52443) 1994 TW              | 2 de octubre de 1994         | con K. Endate                |
| (52444) 1994 TQ2             | 2 de octubre de 1994         | con K. Endate                |
| (55791) 1993 SA2             | 19 de septiembre de 1993     | con K. Endate                |
| (58181) 1991 CG1             | 7 de febrero de 1991         | con K. Endate                |
| (58261) 1993 SD1             | 16 de septiembre de 1993     | con K. Endate                |
| (58262) 1993 ST2             | 19 de septiembre de 1993     | con K. Endate                |
| (58374) 1995 SF5             | 20 de septiembre de 1995     | con K. Endate                |
| (58485) 1996 TH13            | 14 de octubre de 1996        | con K. Endate                |
| (58540) 1997 ET17            | 3 de marzo de 1997           | con K. Endate                |
| (58541) 1997 EA18            | 3 de marzo de 1997           | con K. Endate                |
| (58625) 1997 VE2             | 1 de noviembre de 1997       | con K. Endate                |
| (65776) 1995 SW3             | 20 de septiembre de 1995     | con K. Endate                |
| (65786) 1995 UV8             | 28 de octubre de 1995        | con K. Endate                |
| (65791) 1995 UE45            | 28 de octubre de 1995        | con K. Endate                |
| (69270) 1989 BB              | 29 de enero de 1989          | con K. Endate                |
| (69371) 1994 TA1             | 2 de octubre de 1994         | con K. Endate                |
| (73705) 1991 UR2             | 31 de octubre de 1991        | con A. Takahashi             |
| (73781) 1994 TW2             | 2 de octubre de 1994         | con K. Endate                |
| (73807) 1995 SZ29            | 22 de septiembre de 1995     | con K. Endate                |
| (79249) 1994 TL              | 2 de octubre de 1994         | con K. Endate                |
| (85178) 1990 TQ              | 10 de octubre de 1990        | con K. Endate                |
| (85295) 1994 TY              | 2 de octubre de 1994         | con K. Endate                |
| (90935) 1997 TW17            | 6 de octubre de 1997         | con K. Endate                |
| (96221) 1993 TC2             | 15 de octubre de 1993        | con K. Endate                |
| (100083) 1992 SA13           | 30 de septiembre de 1992     | con K. Endate                |
| (100139) 1993 TS             | 11 de octubre de 1993        | con K. Endate                |
| (100272) 1994 VX6            | 1 de noviembre de 1994       | con K. Endate                |
| (100557) 1997 GW3            | 3 de abril de 1997           | con K. Endate                |
| (100637) 1997 VF2            | 1 de noviembre de 1997       | con K. Endate                |
| (100644) 1997 VV6            | 1 de noviembre de 1997       | con K. Endate                |
| (120506) 1993 TO1            | 15 de octubre de 1993        | con K. Endate                |
| (129454) 1991 UQ2            | 31 de octubre de 1991        | con A. Takahashi             |

Kazurō Watanabe (en japonés, 渡辺 和郎, nacido el 1 de mayo de 1955) es un astrónomo aficionado japonés, prolífico descubridor de planetoides. Nació en Hokkaidō, Japón y es miembro de la "Sociedad Astronómica de Japón", así como de la "Asociación Astronómica Oriental".
A través de sus publicaciones y de la dirección de colaboradores asociados, este cazador de asteroides ha sido responsable del descubrimiento de casi 700 de estos objetos astronómicos. Es el autor o coautor de las publicaciones japonesas "Cazador de Asteroides" (小 惑星 ハ ハ ン タ), Manual de Fotografía de Cuerpos Celestes (天体 写真 マ ュ ュ ュ ア ル), El firmamento de nuestros sueños ( 僕 ら の 夢 夢 の), así como otros. También es un colaborador frecuente de la publicación japonesa Guía Astronómica Mensual (月刊 天文 ガ イ イ ド).

## Descubrimientos

### Nombres de algunos asteroides
- Mamiya (間 宮, 12127): lleva el nombre del famoso detective del período Edo, Mamiya Rinzō.
- Tentaikojo (天体 工場, 12713): nombrado en referencia al museo de ese nombre en situado en Sapporo.

### Lista de los asteroides descubiertos
Kazuro Watanabe está acreditado por el Centro de Planetas Menores con 671 planetoides descubiertos entre 1987 y 2000.
Algunos de sus descubrimientos incluyen (en orden alfabético) los planetas menores (4263) Abashiri (asteroide Floriano), (4585) Ainonai, (46610) Bésixdouze, (5331) Erimomisaki, (3915) Fukushima, (5474) Gingasen (Vestiano binario), (9971) Ishihara, (11949) Kagayayutaka, (5481) Kiuchi, (6498) Ko (rotador lento), (6500) Kodaira (trans marciano), (6980) Kyusakamoto (asteroide de Koronian), (4607) Seilandfarm (binario de tipo raro), (5357) Sekiguchi y (5692) Shirao.

## Eponimia
- El asteroide (4155) Watanabe lleva su nombre.

## Algunos asteroides nombrados por Kazuro Watanabe
- Takoyaki (たこ焼き) (6562)
- Kuroda (黒田) (7241)
- Mamiya (間宮) (12127): lleva el nombre del famoso detective de période Edo, Rinzō Mamiya
- Tentaikojō (天体工場) (12713): lleva el nombre del museo de Sapporo, Tentaikojō